# 汪日嘮
汪日嘮，江西乐平人，清朝政治人物。举人出身。
乾隆四十七年，擔任廣東廣州府永安縣知縣（現紫金縣知縣）。后由敦元接任。